# ParaPara

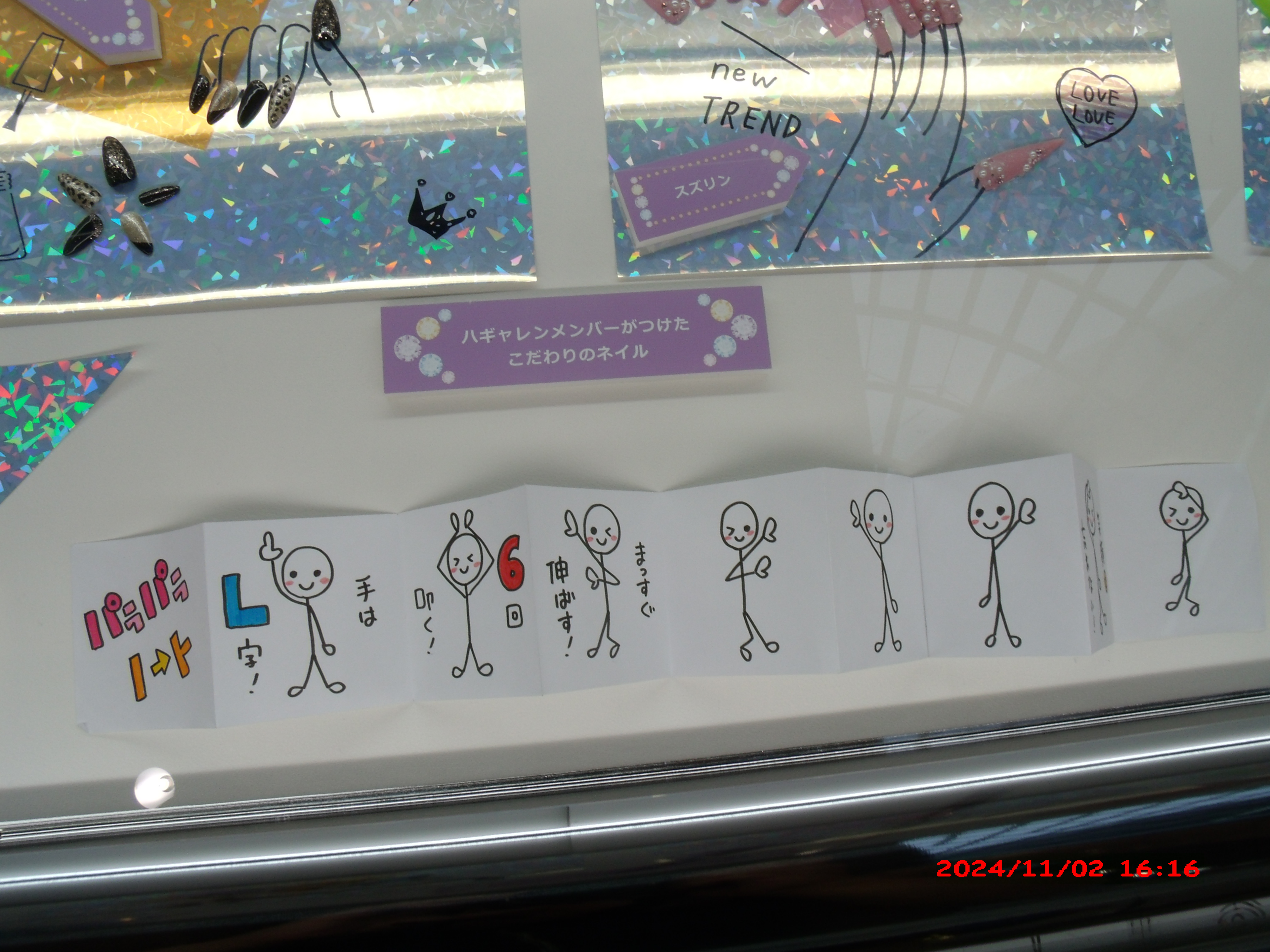
Nota indicando diversos pasos de Para Para

Para Para (パラパラ?   también Para-Para o ParaPara) es un baile japonés popular que normalmente se baila en grupos. A diferencia de la mayoría de los clubes, y prefijados para cada canción, y todos deberán hacer los movimientos al mismo tiempo. Se dice que el parapara existe desde los años 1980, cuando en Europa aparece el Italo disco, euro disco, y posteriormente Música de la Nueva Ola en Japón (a mediados de la década de 1980), pero no ganó mucha popularidad fuera de Japón hasta finales de los años 1990, cuando se hizo más famoso. Hoy en día es conocido en todo el mundo, especialmente en Pacific Rim y se suelen hacer concursos del mismo en las convenciones otaku.

## Descripción
El ParaPara es un estilo de baile originario de Japón, del tipo rutina o coreografía, el cual se caracteriza por su movimiento de brazos y manos principalmente, en secuencia al ritmo de la música, mientras los pies marcan el ritmo de la misma sólo dando pasos de un lado a otro o simplemente se mantienen estáticos. Este baile se practica al ritmo del Eurobeat, estilo de música proveniente de Europa, específicamente de Italia, variante más electrónica de lo que fue el ochentero Italo disco, versión europea de la conocida música disco estadounidense de finales de los años 1970.
El ParaPara se divide en tres partes en cada canción: Intro (principio y final de cada canción), melos (estrofas) y sabi (estribillo o coro), cada una con sus distintivos pasos de baile. Cabe recordar que en este baile cada canción tiene una coreografía o rutina diferente.
El ParaPara tiene sus variaciones dependiendo del estilo de música con que se baile, siendo las más reconocidas el TechPara (asociado a la música Techno-Rave) y el TraPara (Asociado a la música Trance). La diferencia entre ellos es mínima, sólo diferenciándose en el casi nulo movimiento de los pies y de brazos, algo más pausado, en el caso del TraPara, y con más rapidez y complejidad en el caso del TechPara, Dance Shot es una variante del parapara Se basa en movimientos más cortos y dinámicos de brazos y manos.

## Historia
Un antecedente histórico de este singular baile se puede remontar hace unos 500 años de antigüedad, cuando en Japón se practicaba el Bon Odori, un baile tradicional que se practicaba como una manera de agradecimiento a los dioses. El ParaPara recuerda en muchos aspectos al Bon Odori, ya que es bastante la similitud entre uno y otro, sin embargo, sus orígenes concisos se remontan a finales de la década de 1970, cuando todo el mundo bailaba al son de la música disco y Japón no fue la excepción, influido en gran parte por el éxito del filme Fiebre del sábado noche. Durante esta época, surgen grupos de jóvenes que, al no poder entrar a las discotecas, se juntan a bailar los hits del momento alrededor de un radio. Estos grupos surgieron en las zonas peatonales de Harajuku (Uno de los tantos barrios de Tokio) y se les denominó Takenoko-Zoku, pues sus vestimentas provenían de la tienda de vestir Takenoko, ubicada en el mismo barrio Harajuku. La particularidad de estos jóvenes era su manera de bailar, consistente en movimientos de brazos, la cual años más tarde se conocería como ParaPara. Este hecho ocurrió a mediados de los años 1980, cuando se daba el segundo gran boom de la música disco, esta vez con el Italo disco europeo, estilo que mezclaba el pop electrónico con el High Energy, que era una versión más acelerada del Disco clásico. Este estilo se conoció en Japón como Eurobeat. Ya en estos años, los mismos jóvenes que antes no podían entrar a las discotecas, ya dentro de ellas, siguieron cultivando el mismo estilo de baile que nació en las calles. El nombre “ParaPara” nació cuando, al sonar en las discotecas la canción «Take on Me» del grupo noruego a-ha, la gente al bailar tarareaba el estribillo de la canción (“Paraparapapapa paparaparaparapara papapa”). Este hecho llamó la atención de los dueños de la discoteca Maharaja, una de las más reconocidas de la época, los cuales a raíz de este tarareo tomaron la palabra “ParaPara” y la emplearon para denominar este novedoso baile. Fue ahí cuando se comenzó a asociar con la música Eurobeat, que comenzaba a hacerse conocida por medio de los discos recopilatorios That’s Eurobeat, y que a partir de 1989 alcanzó más realce gracias al recopilatorio Super Eurobeat, editado por la casa discográfica Avex Trax y que se editó hasta 2018, alcanzando los 250 volúmenes. El Eurobeat siguió sonando con fuerza hasta principios de la década de 1990, cuando fue eclipsado por la música Techno.
A mediados de esta década, el Eurobeat volvió a tomar fuerza cuando comenzaron a aparecer remezclas en este ritmo de temas hits de artistas y grupos japoneses, tales como Namie Amuro y MAX. Fue ahí cuando se adoptó el término “J-Euro” para denominar estos covers de artistas japoneses. Sin embargo, no fue hasta 1999 cuando el ParaPara adquirió tintes de fenómeno sociológico en Japón. Lo que desencadenó este hecho fue, en parte, debido al bailarín del grupo SMAP, Takuya Kimura, quien en el programa de la Fuji TV SMAPxSMAP apareció bailando el tema Night Of Fire de Niko, incluido en el volumen 82 del disco Super Eurobeat. Esta, también, fue la época en que los videos instructivos de baile se difundieron con más frecuencia que antes. En estos videos aparecían explicados todos los movimientos y pasos, además de las coreografías de temas Eurobeat. Estos surgieron de la mano de las “Lecciones de ParaPara” que comenzaron a impartirse en las discotecas, tales como TwinStar y Velfarre por mencionar algunas, entre 1992 y 1994, pero no fue hasta 1999 con el lanzamiento de ParaPara Stadium, que la frecuencia en la aparición de estos videos aumentó. Fue ahí cuando, en 2000, surgieron las ParaPara All Stars, un grupo de chicas creado por la Avex Trax. Richie Watanabe, Maki Koyata, Satoko Yamazaki y Tomomi Kudo fueron las integrantes originales de este grupo y en ese mismo año grabaron el primero de siete videos con coreografías de ParaPara, llamados ParaPara Paradise. A partir del volumen 2 de esta serie se unen dos chicas más, Miho Kawara y Ryoko Odakura. Este grupo se encargó de difundir y popularizar el ParaPara por todo Japón, actuando principalmente en discotecas y efectuando giras también por algunos países de la región. La fiebre se siguió extendiendo al pop japonés, siendo cada vez más los artistas locales que re mezclaron en Eurobeat a artistas tales como Ayumi Hamasaki (Con los discos Ayu-ro Mix), m.o.v.e (Euro Movement), Dream (Euro Dreamland, que incluye la versión en japonés de Night Of Fire) y Every Little Thing (Euro Every Little Thing), entre otros. También acaparó al animé, apareciendo remezclas Euro de temas de series reconocidas como Saint Seiya, Detective Conan, Evangelion y Sakura Card Captors entre otras. Inclusive apareció una serie de video DVD’s con las coreografías de canciones de animé, llamados ParaPara Max. Pero sin duda, la asociación más reconocida y concreta entre Eurobeat/ParaPara y anime la encontramos en la serie Initial D, cuya temática tiene como objeto las carreras automovilísticas callejeras y que gran parte de su banda sonora se basa en temas de Eurobeat, por tanto bailables en ParaPara. Sin dejar de lado tampoco a los clásicos infantiles de Disney, tales como Mickey Mouse March y Winnie The Pooh, que también poseen su respectiva versión en Eurobeat, y que aparecen compilados junto a otros temas ícono de esta cinematográfica en el disco recopilatorio The Best of Eurobeat Disney, editado por Avex Trax. Esta casa discográfica no fue la única en editar recopilatorios de música Eurobeat, ya que también aparecieron los discos Happy Paradise, de Toshiba-Emi y EuroPanic! de Victor Entertainment, junto con sus respectivos DVD donde aparecían las coreografías de los temas más populares de aquellos discos. El mundo de los videojuegos no fue excluido de esta fiebre, al aparecer en el año 2000 el simulador de baile ParaPara Paradise de Konami, el cual se basa en una plataforma con sensores en la cual se baila la coreografía de cada canción, marcando las flechas que aparecen en pantalla al pasar las manos bajo los sensores. Este juego también tiene su versión para consolas de videojuegos caseras, como es la Sony PlayStation 2, con sensores incluidos.
Sin embargo, este gran boom que tuvo el ParaPara a principios de siglo comenzó a decaer paulatinamente a partir de mediados del 2001. En esa fecha, Tomomi Kudo anuncia su retiro de las ParaPara All Stars. Paralelamente, los vídeos no se vendían tanto como antes, y la juventud asidua a las discos comenzaba a buscar nuevos horizontes, comenzando a adentrarse en el mundo del Trance, en detrimento del Eurobeat. A mediados del 2002, coincidiendo con la salida al mercado del compilado Super Eurobeat Vol. 130, y después de grabar 7 volúmenes de la serie de vídeos ParaPara Paradise, más dos especiales (J-Euro y Gotcha!) las ParaPara All Stars anuncian su disolución, suponiendo con esto el fin del tercer boom del ParaPara. Así estuvieron las cosas hasta el año 2004, cuando se supone que nació un nuevo boom (El cuarto) del ParaPara y el Eurobeat. Este boom surgió debido a dos hechos puntuales: La reapertura de la discoteca 9LoveJ, famosa por haber sido la competencia directa de Velfarre durante el tercer boom (La serie de vídeos Happy Paradise y ParaPara Panic! fueron trabajos directos de esta discoteca) y el otro punto se lo adjudica nuevamente Takuya Kimura, cuando con su grupo SMAP se animaron a bailar en su programa de TV el tema de O-Zone Dragostea Din-Tei, mundialmente famoso por esos días. Esto volvió a llamar la atención de la gente de Avex, quienes decidieron tomarla para su nueva serie de videos llamados Gazen! ParaPara!. Los grupos a cargo en este tiempo de las coreografías de los nuevos temas de Eurobeat, fueron los teams SEF (asociado con la discoteca Velfarre) y los grupos de las discotecas 9LoveJ y Starfire, apareciendo estos en la nueva serie de DVD’s. Un dato importante fue el cierre de la discoteca Velfarre a finales del 2006, poniéndole punto final a la que para muchos fue la Catedral del ParaPara. En su evento de despedida, se produjo el reencuentro de las ParaPara All Stars, las cuales se reunieron por única vez para despedir a la discoteca que les brindó su apoyo durante su existencia como grupo y dieron un espectáculo mítico como despedida. Después de este hecho, el team SEF pasó a llamarse SEF Deluxe y asociado con Avex, siguió produciendo coreografías y apareciendo junto con 9LoveJ y Starfire en la serie de videos Gazen, hoy llamados Chozen! ParaPara.

## Parapara en España
Hablar del ParaPara es hablar de las Gyaru, y en España no es una excepción. Las primeras que empezaron a bailar esta modalidad de baile fueron los iniciales circles de Barcelona, tales como Hysterical (de mucha fama nacional e internacional en estos momentos) o Sunshine Paradise Tribe (ya desaparecido). Incluso antes de su formación, las chicas aspirantes a gyaru ya bailaban en las calles de Barcelona ese "desconocido" baile. Las primeras gyaru en España existen desde 2005 y 2006 aproximadamente.
El primer evento importante que realizó actividades de ParaPara fue el Expomanga de Madrid, que ya en su edición de marzo de 2004, realizó el primer concurso Expomanga de coreografías Parapara, en colaboración con la Asociación Genesis. Concurso que se repitió en siguientes ediciones. Actualmente, Expomanga realiza talleres, exhibiciones y concursos de ParaPara, en colaboración con el grupo valenciano Hyper Techno Aqua. 
Sin embargo, la primera repercusión mediática (es decir, en los medios de comunicación) del ParaPara fue entre 2006 y 2007. Primero, con un blog Archivado el 5 de abril de 2011 en Wayback Machine. de una gyaru catalana en la página de 3xl.cat donde colgaba los primeros vídeos de ella misma bailando ParaPara. Por desgracia, esos vídeos ya no se encuentran disponibles por los Copy Right, ya que YouTube los eliminó, pero todavía hay entradas hablando sobre el baile. A raíz de este blog, surgió un reportaje sobre el mundo gyaru realizado a las chicas del circle llamado Sunshine Paradise Tribe. En ese reportaje, del año 2007, se veía a las chicas bailar y hablar del ParaPara por primera vez en un medio importante. Se puede ver el reportaje en 3alacarta y en 3xl.cat. Además, muchas chicas gyaru también bailaban y colgaban sus vídeos en la red, tal como Yasei, Hysterical u otros circles.
Gracias al reportaje, mucha más gente se interesó por el mundo gyaru y, obviamente, el ParaPara, aunque no fue un boom muy grande en sí mismo. Pero debido a que ganó popularidad, ese mismo año (2007) en el Salón del Manga de Barcelona, el programa 3xl.cat permitió a la gente bailar con el juego ParaParaParadise mientras los filmaban y luego los colgaban en la web. Aunque no es posible acceder a la información oficial del concurso, existen numerosos lugares dónde corroborar dicha información como un blog de 3xl Archivado el 7 de noviembre de 2009 en Wayback Machine., un reportaje de 3xl dónde las protagonistas volvían a ser SPT (visible en 3alacarta) y vídeos en YouTube filmados por aficionados y asistentes.
Aunque no fue un concurso de ParaPara tal como se entiende hoy en día, si fue la primera vez que apareció de forma mediática y con reconocimiento en el Salón del Manga más importante de España, que es el de Barcelona.
Gracias a eso, aparecieron muchísimos más fanes del ParaPara que nunca. Entonces apareció el grupo Nakoko team  que, junto a la asociación de Nakoko, fueron los primeros organizadores de un concurso de ParaPara tal y como se conoce hoy en día en el I Salón del Manga de Barcelona, en 2008. 
Seguidamente, se formó el grupo Para-Normal Dance, actualmente disuelto, que consiguieron expandir con éxito el baile en su tierra, Valencia. Más tarde, apareció ParaParaParadise (en honor al simulador de baile para PS2) como el primer grupo de ParaPara en Barcelona, alejado del mundo gyaru. En otros lugares comenzaron a surgir entonces pequeños grupos de baile, tales como los Ham Ham Kawaii, Kuripusu Colours, Para~Panic, Moboroshi Dansu o Amai Yume. Poco después de su formación ParaParaParadise se convirtió en ParaPara!Project y antiguos miembros fundaron Paralist Paradise APCN (Associación juvenil de ParaPara y Cultura Nipona), la primera asociación juvenil de Barcelona dedicada al para y a la cultura nipona, los cuales cuentan con el mayor número de integrantes y actividad en España en nuestros días. Si lo dividimos por zonas, encontraremos una serie de grupos famosos en el país que se dedican fuertemente a extender este tipo de baile. En Valencia, Hyper Techno Aqua. En Albacete, Para-Panic!(El cual comenzó hace poco pero ya comienza a ser un gran grupo). En Madrid, las Kenashi Circle (Otro Gyaru Circle, pero esta vez mucho más especializado en el para). En Barcelona, Paralist Paradise y ParaPara!Project, grupo especializado en este baile integrado en la Associació Juvenil Team!Project dedicada a la cultura japonesa. Y en Andalucía, Kuripusu Colours, Cherry girls y Moboroshi Dansu.
Actualmente, muchos de los "paralist" españoles tratan de establecer contacto más allá de las fronteras, promocionándose y compartiendo información y videos con gente de países tan importantes en este campo como Chile, Francia e incluso el mismo Japón.
En 2010, España salió por primera vez en un DVD internacional amateur llamado "ParaMANIA" creado por el grupo Frances Codeparapara, Kuripusu Colours nos representaban en él. En 2011 salió "ParaMANIA 2", en el que no sólo salían Kuripusu Colours, sino también Kanon (una paralist de Murcia) y ParaPara!Project.

## Parapara en Argentina
El primer grupo de baile que se formó en Argentina fueron los Speedway. El nombre viene del título de una canción de Para Para Paradise. Hoy en día, el grupo está separado, pero sus miembros crearon nuevos grupos. Los tres teams de Para-Para más importantes en el país (y en los cuales, gran parte de sus miembros fueron parte de Speedway) son: "Unlimited ParaPara Team", "Kakumei Team", "Hyper Starlights".
Al paso de los años se crearon varios grupos de para-para lo cual se creó una comunidad sin fines de lucro llamada Dance Crew Para Para el cual todos los paralyst de argentina se reúnen para grabar coreografías y ponerse al día.
- Datos: Q1331500
- Multimedia: Para Para / Q1331500